# Смурфики: Рождественский гимн
«Смурфики: Рождественский гимн» — американский компьютер/традиционно анимационный короткометражный фильм. Анимированная короткометражка была снята Тодда Бергера и режиссёром Троем Куанем, и в ней зазвучали голоса Джорджа Лопеса, Джека Ангела, Мелисса Штурма, Фреда Армизена, Гэри Басарабы, Антона Ельчина и Хэнка Азарии. Фильм был создан Sony Pictures Animation, Sony Pictures Imageworks и Duck Studios.
Короткометражка была выпущена на DVD 2 декабря 2011 года, одновременно с фильмом Смурфики.

## Сюжет
На Рождество Смурфики готовятся к рождественскому празднику и начинают праздновать. Ворчун единственный, кто отказывается праздновать, выражая свою ненависть к Рождеству. Папа Смурф создаёт рождественского духа, который вселяется в тело Ворчуна. К Ворчуну приходит Смурфик прошлого рождества, похожий на Смурфетту. Она отвозит Ворчуна в прошлое, где раньше Ворчун любил Рождество и хотел получить дельтаплан, но каждое рождество он получал одни шапки, потом Хахмач прикололся над Ворчуном с большим подарком. В результате Ворчун и стал ненавидеть Рождество.
Далее к Ворчуну прибыл Смурфик ближайшего Рождества, похожий на Благоразумника, который показал Рождество, где Ворчун увидел, что без него никто, кроме Растяпы, не отважился повесить звезду на ёлку, в результате он всё разнёс и сжег ёлку. Так же Ворчун узнаёт, что Папа Смурф делал все новые шапки сам и с любовью. Последний дух — Смурфик будущего рождества, похожий на Силача, показал Ворчуну, что его друзья пытались как-то сделать его счастливым и ушли в западный лес, где их поймал Гаргамель. Ворчун стал последним, кого Гаргамель пытался поймать. В ходе погони Ворчун взбирается на книжную полку, которая начинает шататься и медленно разваливаться, а Ворчун падает в котёл.
Проснувшись, Ворчун изменился, слепил снеговика, украсил ёлку, сам испёк печенье и, как всегда, повесил звезду на ёлку. Папа Смурф дарит Ворчуну шапку, которая раздувается при порыве ветра и помогает Ворчуну парить в воздухе.

## В ролях
| Актёр            | Роль                                         |
| ---------------- | -------------------------------------------- |
| Джордж Лопез     | Ворчун                                       |
| Джонатан Уинтерс | Папа Смурф                                   |
| Мелисса Штурм    | Смурфетта и Смурфик прошлого рождества       |
| Фред Армизен     | Благоразумник и Смурфик ближайшего рождества |
| Гэри Басараба    | Силач и Смурфик будущего рождества           |
| Хэнк Азариа      | Гаргамель                                    |
| Кирк Бэйли       | второстепенные персонажи                     |

## Производство
Разработка «Смурфики: Рождественский гимн» началась в декабре 2010 года и была завершена через девять месяцев. Короткометражка была анимирована Sony Pictures Imageworks и Duck Studios, которые анимировали главную, рисованную часть фильма. CG были те же, что и в фильме Смурфики, в то время как рисованная часть следует оригинальным проектам создателя Смурфиков, Пейо, с помощью некоторых художников, которые работали над мультсериалом 1981 года. Режиссёр Трой Куан объяснил, что ручная последовательность «… дает нам тот сон, как тот момент, когда он изучает вещи от этих призраков», и это «… хороший знак истории Смурфиков как рисованный комикс».
Некоторые из оригинальных актёров из художественного фильма были заменены короткими диалогами. Джек Ангел, который озвучил различные персонажи в оригинальном сериале 1980-х годов, заменил Джонатана Уинтерса для озвучивания Папы Смурфа. Кэти Перри, которая хотела повторить свою роль Смурфетты, была заменена на Мелиссу Штурм, из-за конфликтов с расписанием.

## Релиз
«Смурфики: Рождественский гимн» была выпущена 2 декабря 2011 года на DVD в качестве части праздничного подарочного набора с фильмом «Смурфики». Затем она была выпущена отдельно на DVD 10 сентября 2013 года.